# Catherine Carswell
Catherine MacFarlane Carswell (* 27. März 1879 in Glasgow; † 19. März 1946) war eine schottische Autorin und Journalistin.
Sie wurde als zweites von vier Kindern geboren. Nach ihrem Schulabschluss studierte sie zwei Jahre Musik am Dr. Hoch’s Konservatorium in Frankfurt am Main. Im Jahr 1901 begann sie ein Studium der englischen Literatur an der University of Glasgow, das sie jedoch nicht abschloss.
Ihr erster Roman Open the Door! wurde im Jahr 1920 veröffentlicht und mit dem Melrose Prize ausgezeichnet. Auch wenn es sich dabei nicht um einen autobiografischen Roman handelt, ist die Hauptfigur Joanna der Autorin sehr ähnlich. Zwei Jahre später veröffentlichte sie ihren zweiten und letzten Roman, The Camomile.
Catherine Carswell starb im Alter von 66 Jahren im März 1946. Ihr Sohn veröffentlichte nach ihrem Tod die von ihr verfassten autobiografischen Fragmente unter dem Titel Lying Awake: An Unfinished Autobiography.
| Personendaten    | Personendaten                                       |
| ---------------- | --------------------------------------------------- |
| NAME             | Carswell, Catherine                                 |
| ALTERNATIVNAMEN  | Carswell, Catherine MacFarlane (vollständiger Name) |
| KURZBESCHREIBUNG | schottische Autorin und Journalistin                |
| GEBURTSDATUM     | 27. März 1879                                       |
| GEBURTSORT       | Glasgow                                             |
| STERBEDATUM      | 19. März 1946                                       |